# Santos y verdugos
Santos y verdugos es el nombre del cuarto álbum de estudio de la banda de Hard Rock argentina El Reloj. Fue grabado y editado en 1994.

## Lista de canciones
| N.º   | Título                         | Duración |  |
| 1.    | «Amistad universal»            | 4:45     |  |
| 2.    | «Fábula del hombre y el ratón» | 4:59     |  |
| 3.    | «¡Oh realidad!»                | 4:11     |  |
| 4.    | «El sol del corazón»           | 4:29     |  |
| 5.    | «Un camino»                    | 4:45     |  |
| 6.    | «No venimos solos»             | 5:44     |  |
| 7.    | «El inmigrante»                | 6:38     |  |
| 8.    | «La esencia es la misma»       | 5:08     |  |
| 9.    | «Tu mente busca»               | 3:08     |  |
| 10.   | «La ciudad escondida»          | 4:34     |  |
| 11.   | «Alguien más en quien confiar» | 3:51     |  |
| 12.   | «Blues del atardecer»          | 4:51     |  |
| 13.   | «Solo Batería»                 | 0:40     |  |
| 14.   | «El mandato»                   | 3:50     |  |
| 15.   | «La balada del potrero»        | 1:45     |  |
| 59:33 |                                |          |  |

- Datos: Q24954026